# Liste der Kulturdenkmale der Lößnitzgrundbahn

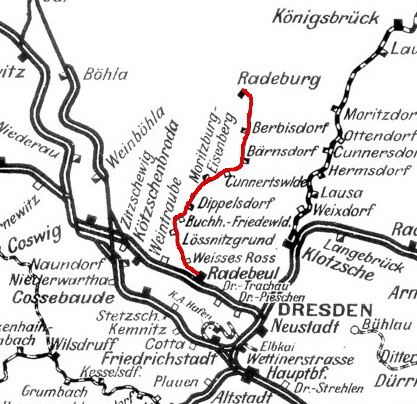
Streckenkarte der Schmalspurbahn

Die Liste der Kulturdenkmale der Lößnitzgrundbahn enthält die Kulturdenkmale der Schmalspurbahn Radebeul Ost–Radeburg, die in der Denkmalliste des Freistaates Sachsen unter der ID-Nr. 08950103 als Sachgesamtheit ausgewiesen sind. 
Diese Sachgesamtheit besteht aus Sachgesamtheitsbestandteilen und Einzeldenkmalen, die in den einzelnen Ortsteilen der Gemeinden Radebeul, Moritzburg und Radeburg im Landkreis Meißen zu finden sind, siehe Denkmallisten der entsprechenden Gemeinden. 
Die Anmerkungen sind zu beachten.
Diese Liste ist eine Teilliste der Liste der technischen Denkmale im Landkreis Meißen. 
 Diese Liste ist eine Teilliste der Liste der technischen Denkmale in Sachsen.

## Legende
- Bild: Bild des Kulturdenkmals, ggf. zusätzlich mit einem Link zu weiteren Fotos des Kulturdenkmals im Medienarchiv Wikimedia Commons. Wenn man auf das Kamerasymbol klickt, können Fotos zu Kulturdenkmalen aus dieser Liste hochgeladen werden:
- Bezeichnung: Denkmalgeschützte Objekte und ggf. Bauwerksname des Kulturdenkmals
- Lage: Straßenname und Hausnummer oder Flurstücknummer des Kulturdenkmals. Die Grundsortierung der Liste erfolgt nach dieser Adresse. Der Link (Karte) führt zu verschiedenen Kartendiensten mit der Position des Kulturdenkmals. Fehlt dieser Link, wurden die Koordinaten noch nicht eingetragen. Sind diese bekannt, können sie über ein Tool mit einer Kartenansicht einfach nachgetragen werden. In dieser Kartenansicht sind Kulturdenkmale ohne Koordinaten mit einem roten bzw. orangen Marker dargestellt und können durch Verschieben auf die richtige Position in der Karte mit Koordinaten versehen werden. Kulturdenkmale ohne Bild sind an einem blauen bzw. roten Marker erkennbar.
- Datierung: Baubeginn, Fertigstellung, Datum der Erstnennung oder grobe zeitliche Einordnung entsprechend des Eintrags in der sächsischen Denkmaldatenbank
- Beschreibung: Kurzcharakteristik des Kulturdenkmals entsprechend des Eintrags in der sächsischen Denkmaldatenbank, ggf. ergänzt durch die dort nur selten veröffentlichten Erfassungstexte oder zusätzliche Informationen
- ID: Vom Landesamt für Denkmalpflege Sachsen vergebene, das Kulturdenkmal eindeutig identifizierende Objekt-Nummer. Der Link führt zum PDF-Denkmaldokument des Landesamtes für Denkmalpflege Sachsen. Bei ehemaligen Kulturdenkmalen können die Objektnummern unbekannt sein und deshalb fehlen bzw. die Links von aus der Datenbank entfernten Objektnummern ins Leere führen. Ein ggf. vorhandenes Icon  führt zu den Angaben des Kulturdenkmals bei Wikidata.

## Schmalspurbahn Radebeul Ost–Radeburg
Diese Liste enthält alle Sachgesamtheitsbestandteile und Einzeldenkmale, die denkmalpflegerisch zur Sachgesamtheit dieser Eisenbahnstrecke gehören. Detailliertere Angaben zu den immobilen und mobilen Kulturdenkmalen in Radebeul finden sich in der Liste der Radebeuler Kulturdenkmale der Lößnitzgrundbahn.
Die Liste ist entsprechend der örtlichen Lage an der Strecke von Radebeul nach Radeburg gegliedert.
| Bild                                    | Bezeichnung                                                                                        | Lage                                         | Datierung        | Beschreibung | ID       |
| --------------------------------------- | -------------------------------------------------------------------------------------------------- | -------------------------------------------- | ---------------- | --- | -------- |
| Weitere Bilder                          | Sachgesamtheit Schmalspurbahn Radebeul–Radeburg                                                    | Radebeul (Karte)                             | 1884             | Sachgesamtheit Schmalspurbahn Radebeul Ost–Radeburg mit Sachgesamtheitsbestandteilen in den Gemeinden Moritzburg und Radeburg (ID-Nr. 09301069, ID-Nr. 09301070, ID-Nr. 09301071, ID-Nr. 09288200, ID-Nr. 09284418, ID-Nr. 09284289 und ID-Nr. 09284231) und den folgenden Einzeldenkmalen in der Gemeinde Radebeul. | 08950103 |
| Weitere Bilder                          | Bahnhof Radebeul Ost (Einzeldenkmale zu 08950103), jetzt Stadtbibliothek                           | Radebeul, Sidonienstraße 1a; 1b; 1c (Karte)  | 1900             | Einzeldenkmale der Sachgesamtheit Schmalspurbahn Radebeul–Radeburg (Sachgesamtheit -ID-Nr. 08950103): Empfangsgebäude Radebeul-Ost sowie Heizhaus, Lokschuppen und Wasserkran der Kleinbahnanlage, Ausstellung historischer sächsischer Schmalspurfahrzeuge im Eigentum des Verkehrsmuseums Dresden, der Deutsche Bahn AG, der Sächsischen Dampfeisenbahngesellschaft und des Vereins Traditionsbahn Radebeul. Empfangsgebäude ein zeittypischer Klinkerbau mit Uhrtürmchen, Anlagen, Bauten und Fahrzeuge von verkehrsgeschichtlicher und technikgeschichtlicher Bedeutung. | 08951020 |
| Weitere Bilder                          | Eisenbahnerwohnhaus (Einzeldenkmal zu 08950103)                                                    | Radebeul, Am Alten Güterboden 2 (Karte)      | um 1895          | Einzeldenkmal der Sachgesamtheit Schmalspurbahn Radebeul–Radeburg: Eisenbahnerwohnhaus; kleines Beamtenwohnhaus, eingeschossiger Putzbau, Drempel und Giebel verbrettert, Anklänge an den Schweizerstil – baugeschichtlich und verkehrsgeschichtlich von Bedeutung, Teil des Bahnhofsensembles Radebeul-Ost. Beamtenwohnhaus in offener Bebauung (siehe auch Sidonienstraße 1a/1c). | 09299992 |
| Weitere Bilder                          | ehemalige Güterabfertigung, heute Schmalspurbahnmuseum (Einzeldenkmal zu 08950103)                 | Radebeul, Am Alten Güterboden 4 (Karte)      | um 1895          | Einzeldenkmal der Sachgesamtheit Schmalspurbahn Radebeul–Radeburg (siehe auch Sachgesamtheitsliste -ID-Nr. 08950103, ohne Anschrift): ehemalige Güterabfertigung, heute Schmalspurbahnmuseum; Kopfbau als Verwaltungsgebäude, dieses teilweise Ziegelsteinfassade, Güterschuppen mit weit vorkragendem Dach, verkehrsgeschichtlich von Bedeutung, Teil des Bahnhofsensembles Radebeul-Ost. | 09299993 |
| Weitere Bilder                          | Haltepunkt Weißes Roß (Einzeldenkmal zu 08950103)                                                  | Serkowitz/Oberlößnitz, Augustusweg 2 (Karte) | 1911-1913        | Einzeldenkmal der Schmalspurbahn Radebeul–Radeburg (Sachgesamtheit); Haltepunkt mit Empfangsgebäude und Wartehalle; Empfangsgebäude markanter Putzbau, Wartehalle in Holz, verkehrsgeschichtlich und technikgeschichtlich von Bedeutung. | 08950092 |
| Weitere Bilder                          | Haltepunkt Lößnitzgrund (Einzeldenkmal zu ID-Nr. 09301070)                                         | Reichenberg, Lößnitzgrundstraße - (Karte)    | 1897             | Einzeldenkmal der Sachgesamtheit Schmalspurbahn Radebeul–Radeburg: hölzerne streckentypische Wartehalle, verkehrs- und technikgeschichtlich von Bedeutung. Haltepunkt Lößnitzgrund der Kleinbahnstrecke Radebeul – Radeberg, eine Wartehalle in verbretterter Fachwerkkonstruktion sowie benachbarte technische Anlagen. Um 1912 durch die Königlich Sächsische Staatseisenbahnverwaltung errichtet (aus Denkmaltopographie Stadt Radebeul 2007). Bahnsteigbeleuchtung, Wasserpumpe und Bänke Abbruch vor 2004.                                                              | 08950885 |
| Direkt Bild zu diesem Denkmal hochladen | Sachgesamtheitsbestandteil im OT Reichenberg der Sachgesamtheit Schmalspurbahn Radebeul–Radeburg   | Reichenberg (Karte)                          | 1883-1884        | Sachgesamtheitsbestandteil der Sachgesamtheit Schmalspurbahn Radebeul–Radeburg mit den Einzeldenkmalen: Haltepunkt Lößnitzgrund (ID-Nr. 08950885, Lößnitzgrundstraße), Dippelsdorfer Damm (ID-Nr. 09284500) und Einbogenbrücke im Lößnitzgrund (ID-Nr. 09284919) sowie den Sachgesamtheitsteilen: Trasse der Schmalspurbahn, Durchlässe (darunter gemauerte Bögen) und Teile der Stützmauer – verkehrs- und technikgeschichtlich von Bedeutung. | 09301070 |
|                                         | Lößnitzbrücke (Einzeldenkmal zu ID-Nr. 09301070)                                                   | Reichenberg (Karte)                          | 1884             | Einzeldenkmal der Sachgesamtheit Schmalspurbahn Radebeul–Radeburg: Einbogenbrücke der Schmalspurbahn Radebeul-Radeberg über den Lößnitzbach (ID-Nr. 09301069, OT Reichenberg) – verkehrsgeschichtlich von Bedeutung, Bruchsteinbrücke. | 09284919 |
| Weitere Bilder                          | Haltepunkt Friedewald (Einzeldenkmal zu ID-Nr. 09301069)                                           | Friedewald, Friedewaldstraße - (Karte)       | Ursprung um 1895 | Einzeldenkmal der Sachgesamtheit Schmalspurbahn Radebeul–Radeburg: Wartehalle (Holz), Wasserpumpe und Bahnsteigbeleuchtung – verkehrs- und technikgeschichtlich von Bedeutung | 09284916 |
|                                         | Sachgesamtheitsbestandteil im OT Friedewald der Sachgesamtheit Schmalspurbahn Radebeul–Radeburg    | Friedewald (Karte)                           | 1883-1884        | Sachgesamtheitsbestandteil der Sachgesamtheit Schmalspurbahn Radebeul–Radeburg mit den Einzeldenkmalen: Bahnhof Friedewald Bad (ehemals Bahnhof Dippelsdorf) (ID-Nr. 09284910), Haltepunkt Friedewald (ehemals Haltepunkt Buchholz) (ID-Nr. 09284916) sowie Trasse der Schmalspurbahn, Durchlässe (darunter gemauerte Bögen) und Teile der Stützmauer, Fernmelde-Freileitung – verkehrs- und technikgeschichtlich von Bedeutung, (Gem. Buchholz und Gem. Dippelsdorf). | 09301069 |
|                                         | Bahnhof Friedewald Bad (Einzeldenkmal zu ID-Nr. 09301069)                                          | Friedewald, Am Bahnhof 1 (Karte)             | 1883/1884        | Einzeldenkmale der Sachgesamtheit Schmalspurbahn Radebeul–Radeburg: Empfangsgebäude mit Bahnhofsuhr, Schuppen, Bahnsteigbeleuchtung, Weichen und Signale – alte Ortslage Dippelsdorf, das Empfangsgebäude ein gründerzeitlicher Ziegelbau, eisenbahngeschichtlich, technik- und baugeschichtlich von Bedeutung. Ortsteil Dippelsdorf, 1940 mit Buchholz zum Ort Friedewald zusammengeschlossen. | 09284910 |
|                                         | Damm durch den Dippelsdorfer Teich (Einzeldenkmal zu ID-Nr. 09301070)                              | Reichenberg (Karte)                          | 1883/1884        | Einzeldenkmal der Sachgesamtheit Schmalspurbahn Radebeul–Radeburg: Damm durch den Dippelsdorfer Teich, mit drei Brücken – 210 Meter langer Damm durch den Dippelsdorfer Teich – verkehrs- und technikgeschichtlich von Bedeutung | 09284500 |
|                                         | Sachgesamtheitsbestandteil in Moritzburg der Sachgesamtheit Schmalspurbahn Radebeul–Radeburg       | Moritzburg (Karte)                           | 1883/1884        | Sachgesamtheitsbestandteil der Sachgesamtheit Schmalspurbahn Radebeul–Radeburg mit den Einzeldenkmalen: Bahnhof Moritzburg (ID-Nr. 09283082) sowie den Sachgesamtheitsteilen Trasse der Schmalspurbahn, Durchlässe (darunter gemauerte Bögen) und Teile der Stützmauer – verkehrs- und technikgeschichtlich von Bedeutung (Gem. Eisenberg, Gem. Moritzburg). | 09301071 |
| Weitere Bilder                          | Bahnhof Moritzburg (Einzeldenkmal zu ID-Nr. 09301071)                                              | Moritzburg, Am Bahnhof 1 (Karte)             | 1883/1884        | Einzeldenkmal der Sachgesamtheit Schmalspurbahn Radebeul–Radeburg: Empfangsgebäude, Güterschuppen, Wartehalle, Verladerampe, mechanisches Stellwerk, Formsignale und Schlüsseltafel – ortsgeschichtlich, eisenbahngeschichtlich, verkehrsgeschichtlich und technikgeschichtlich von Bedeutung. | 09283082 |
| Direkt Bild zu diesem Denkmal hochladen | Sachgesamtheitsbestandteil im OT Cunnertswalde der Sachgesamtheit Schmalspurbahn Radebeul-Radeburg | Cunnertswalde (Karte)                        | 1884             | Sachgesamtheitsbestandteil der Sachgesamtheit Schmalspurbahn Radebeul-Radeburg, im Gemeindegebiet Radeburg, OT Cunnertswalde: Trasse der Schmalspurbahn, Durchlässe, Fernmelde-Freileitung (ID-Nr. 08950103, Radebeul, Stadt) – verkehrs- und technikgeschichtlich von Bedeutung. | 09284418 |
| Direkt Bild zu diesem Denkmal hochladen | Sachgesamtheitsbestandteil im OT Bärnsdorf der Sachgesamtheit Schmalspurbahn Radebeul–Radeburg     | Bärnsdorf (Karte)                            | 1884             | Sachgesamtheitsbestandteil der Sachgesamtheit Schmalspurbahn Radebeul Ost–Radeburg, im Gemeindegebiet Radeburg, OT Bärnsdorf: Trasse der Schmalspurbahn, Durchlässe, Fernmelde-Freileitung (ID-Nr. 08950103, Radebeul, Stadt) – verkehrs- und technikgeschichtlich von Bedeutung. | 09284289 |
| Weitere Bilder                          | Wartehalle (Einzeldenkmal zu ID-Nr. 09284231)                                                      | Berbisdorf, Zur Bahn - (Karte)               | um 1895          | Einzeldenkmal der Sachgesamtheit Schmalspurbahn Radebeul-Radeburg: Haltepunkt Berbisdorf (Wartehalle) – Teil einer der bedeutsamsten Kleinbahnen Sachsens, verkehrs- und technikgeschichtlich von Bedeutung. | 09284014 |
| Weitere Bilder                          | Sachgesamtheitsbestandteil im OT Berbisdorf der Sachgesamtheit Schmalspurbahn Radebeul-Radeburg    | Berbisdorf (Karte)                           | 1884             | Sachgesamtheitsbestandteil der Sachgesamtheit Schmalspurbahn Radebeul-Radeburg, im Gemeindegebiet Radeburg, OT Berbisdorf, mit folgendem Einzeldenkmal: Haltepunkt Berbisdorf (ID-Nr. 09284014) und den Sachgesamtheitsteilen: Trasse der Schmalspurbahn, Durchlässe, Brücken, Fernmelde-Freileitung (ID-Nr. 08950103, Stadt Radebeul) – verkehrs- und technikgeschichtlich von Bedeutung. | 09284231 |
| Weitere Bilder                          | Sachgesamtheitsbestandteil im OT Radeburg der Sachgesamtheit Schmalspurbahn Radebeul-Radeburg      | Radeburg (Karte)                             | 1884             | Sachgesamtheitsbestandteil der Sachgesamtheit Schmalspurbahn Radebeul-Radeburg, im Gemeindegebiet Radeburg, OT Radeburg, mit folgendem Einzeldenkmal: Bahnhof Radeburg (ID-Nr. 09288007), und den Sachgesamtheitsteilen: Trasse der Schmalspurbahn, Durchlässe, Fernmelde-Freileitung (ID-Nr. 08950103) – verkehrsgeschichtlich und technikgeschichtlich von Bedeutung. | 09288200 |
| Weitere Bilder                          | Sachgesamtheitsbestandteil im OT Radeburg der Sachgesamtheit Schmalspurbahn Radebeul-Radeburg      | Radeburg, Bahnhofstraße 5 (Karte)            | 1884             | Sachgesamtheitsbestandteil der Sachgesamtheit Schmalspurbahn Radebeul-Radeburg, in Radeburg, mit folgendem Einzeldenkmal: Bahnhof Radeburg (ID-Nr. 09288007), und den Sachgesamtheitsteilen: Trasse der Schmalspurbahn, Durchlässe, Fernmelde-Freileitung (ID-Nr. 08950103) – verkehrsgeschichtlich und technikgeschichtlich von Bedeutung. | 09288200 |
|                                         | Bahnhof Radeburg (Einzeldenkmal zu ID-Nr. 09288200)                                                | Radeburg, Bahnhofstraße 5 (Karte)            | 1884             | Einzeldenkmale der Sachgesamtheit Schmalspurbahn Radebeul-Radeburg: Empfangsgebäude, Güterboden, Lokschuppen, mechanisches Stellwerk, Schlüsseltafel, Heizhaus, Ladestraße, Gleisanlagen und schmalspurige Doppelkreuzweiche – verkehrs- und technikgeschichtlich von Bedeutung. Die Doppelkreuzweiche ist ein sehr seltenes technisches Denkmal. Empfangsgebäude (Dachüberstände), Gem. Radeburg und Lokschuppen (Fachwerk mit Klinkern ausgefacht), Gem. Radeburg. | 09288007 |

## Ausführliche Denkmaltexte
1. ↑  
Einzeldenkmale in Radebeul 

Bahnhof Radebeul Ost mit Empfangsgebäude sowie Heizhaus, Lokschuppen und Wasserkran der Schmalspurbahnanlage, Ausstellung historischer sächsischer Schmalspurfahrzeuge im Eigentum des Verkehrsmuseums Dresden, der Bahn AG und des Vereins Traditionsbahn Radebeul (Einzeldenkmal ID-Nr. 08951020, Sidonienstraße 1a-1c), Eisenbahner-Wohnhaus (Einzeldenkmal ID-Nr. 09299992, Am Alten Güterboden 2), ehemalige Güterabfertigung (Einzeldenkmal ID-Nr. 09299993, Am Alten Güterboden 4), Haltepunkt Weißes Roß (Einzeldenkmal ID-Nr. 08950092, Augustusweg 2) sowie mit folgenden Sachgesamtheitsteilen: Spurwechselanlagen, Rollwagengrube, Überladerampe, mit Anschlüssen an das Gleisnetz, Kohleschüttung und Ladestraße (Kopfsteinpflaster) am Bahnhof Radebeul Ost, weiterhin Trasse der Schmalspurbahn sowie Brücke(n), Durchlässe (darunter gemauerte Bögen), Teile der Stützmauer und  Fernmelde-Freileitung – verkehrsgeschichtlich und technikgeschichtlich von Bedeutung.
2. ↑  
Schmalspurbahn Radebeul–Radeburg (Sachgesamtheit); Lößnitzgrundbahn: Bahnhof Radebeul-Ost – Denkmaltext 

Bahnhof Radebeul-Ost (ehemals Bahnhof Radebeul), unter Denkmalschutz auch die Schmalspurbahnstrecke Radebeul-Radeburg und die Ausstellung historischer sächsischer Schmalspurfahrzeuge im Eigentum des Verkehrsmuseums Dresden, der Bahn AG und des Vereins Traditionsbahn Radebeul e. V. Zum Bahnhof gehören das Empfangsgebäude (Sidonienstraße 1a), die Bahnsteige mit Überdachung und Tunnel, eine Wartehalle an den Gleisen, Wirtschaftsgebäude, der Güterschuppen mit zweigeschossigem Kopfbau (derzeit Umbau zu einem Schmalspurbahnmuseum, neue Anschrift: Am Alten Güterboden 4), Spurwechselanlagen, Rollwagengrube, Überladerampe mit Anschlüssen an das Gleisnetz, zwei kleine Wohnhäuser (Sidonienstraße 1 b, neue Anschrift: Am Alten Güterboden 2 und Hauptstraße 5), ein Heizhaus, Lokschuppen, Wasserkran, Kohleschüttung und die Ladestraße (Kopfsteinpflaster). 

Das Empfangsgebäude des Bahnhofs ist ein Gruppenbau. Von der Sidonienstraße betrachtet links ein zweigeschossiger Verwaltungsbau mit Pyramidenstumpfdach, an drei Seiten Zwerchgiebel mit Krüppelwalmdächern und Gesprenge, zur Sidonienstraße zusätzlich mit einem Dachreiter und Uhr bekrönt. Ein ockerfarbener Verblendziegelbau mit Sandsteinelementen, die segmentbogigen Fenster mit Formziegelsteinen, im ziegelgedeckten Dach Krüppelwalmgauben mit Sparrengiebelchen. Mittig ein eingeschossiger Zwischenbau mit dem rundbogigen Haupteingang und der Schalterhalle, rechts anschließend der zweigeschossige Westflügel (ehemals der Wartesaal, heute Stadtbibliothek, Sidonienstraße 1c) mit großen jugendstiligen Rundbogenfenstern und breitem Krüppelwalmgiebel. Ebenfalls ein ockerfarbener Verblendziegelbau mit Sandsteinelementen, das Ziegeldach mit unterschiedlichen Gauben, saniert 2002.
3. ↑  
Haltepunkt „Weißes Roß“ der Kleinbahnstrecke Radebeul – Radeburg. 

Ein Bahnwärterhaus mit Fahrkartenschalter und Warteraum, eingeschossiger Massivbau über rechteckigem Grundriss mit einem niedrigeren Anbau in der rechten Seitenansicht. Walmdach mit sehr kurzem First, hier ein Schornstein. In den Breitseiten je ein Dachausbau mit hohem Dreiecksgiebel. Putzbau mit Bruchsteinsockel, Ziegeldach. Die benachbarte Wartehalle besteht in einer halboffenen, verbretterten Fachwerkkonstruktion mit Pultdach. 1911 bis 1913 entworfen und errichtet durch die Königlich Sächsische Staatseisenbahnverwaltung, Baumeister Hartwig. (aus Denkmaltopographie Stadt Radebeul 2007).